# Beach Haven
Beach Haven és una població dels Estats Units a l'estat de Nova Jersey. Segons el cens del 2007 tenia 1.379 habitants.

## Demografia
Segons el cens del 2000, Beach Haven tenia 1.278 habitants, 586 habitatges, i 346 famílies. La densitat de població era de 503,5 habitants/km².
Dels 586 habitatges en un 18,3% hi vivien nens de menys de 18 anys, en un 47,4% hi vivien parelles casades, en un 8,7% dones solteres, i en un 40,8% no eren unitats familiars. En el 35% dels habitatges hi vivien persones soles el 19,5% de les quals corresponia a persones de 65 anys o més que vivien soles. El nombre mitjà de persones vivint en cada habitatge era de 2,17 i el nombre mitjà de persones que vivien en cada família era de 2,8.
Per edats la població es repartia de la següent manera: un 17,1% tenia menys de 18 anys, un 5,1% entre 18 i 24, un 22% entre 25 i 44, un 28,1% de 45 a 60 i un 27,7% 65 anys o més.
L'edat mediana era de 49 anys. Per cada 100 dones de 18 o més anys hi havia 86,4 homes.
La renda mediana per habitatge era de 48.355 $ i la renda mediana per família de 68.036 $. Els homes tenien una renda mediana de 39.444 $ mentre que les dones 29.688 $. La renda per capita de la població era de 30.267 $. Aproximadament l'1,2% de les famílies i el 3,7% de la població estaven per davall del llindar de pobresa.

## Poblacions més properes
El següent diagrama mostra les poblacions més properes.